# Жанаталап (Кызылординская область)
Жанаталап (каз. Жаңаталап) — село в Жалагашском районе Кызылординской области Казахстана. Административный центр и единственный населённый пункт Жанаталапского сельского округа. Находится примерно в 41 км к юго-западу от районного центра, посёлка Жалагаш. Код КАТО — 433646100.

## Население
В 1999 году население села составляло 875 человек (430 мужчин и 445 женщин). По данным переписи 2009 года, в селе проживал 891 человек (466 мужчин и 425 женщин).